# Ђеоађу (Хунедоара)
Ђеоађу (рум. Geoagiu) насеље је у Румунији у округу Хунедоара у општини Ђеоађу. Oпштина се налази на надморској висини од 213 m.

## Историја
Према државном шематизму православног клира Угарске 1846. године у месту "Алђиођи" живело је 280 православних породица. Православни пароси тада су поп Павел Суботић и поп Никола Бота.

## Становништво
Према подацима из 2002. године у насељу је живело 3014 становника.

### Попис2002.
| Расподела становништва по националности 2002.‍ | Расподела становништва по националности 2002.‍ | Расподела становништва по националности 2002.‍ | Расподела становништва по националности 2002.‍ | Расподела становништва по националности 2002.‍ |
| --------------------------------------------- | --------------------------------------------- | --------------------------------------------- | --------------------------------------------- | --------------------------------------------- |
|                                               |                                               |                                               |                                               |                                               |
| Румуни                                        | Румуни                                        |                                               | 2.611                                         | 86,7%                                         |
| Мађари                                        | Мађари                                        |                                               | 27                                            | 0,9%                                          |
| Роми                                          | Роми                                          |                                               | 368                                           | 12,2%                                         |
| Немци                                         | Немци                                         |                                               | 5                                             | 0,2%                                          |